# Allen Steele
Allen Mulherin Steele, Jr. (Nashville, Tennessee, 19 januari 1958) is een Amerikaans sciencefictionschrijver. Hij schrijft ook onder de naam Allen M. Steele. Hij werkte enkele jaren als journalist voor SF schrijver zijn beroep werd.

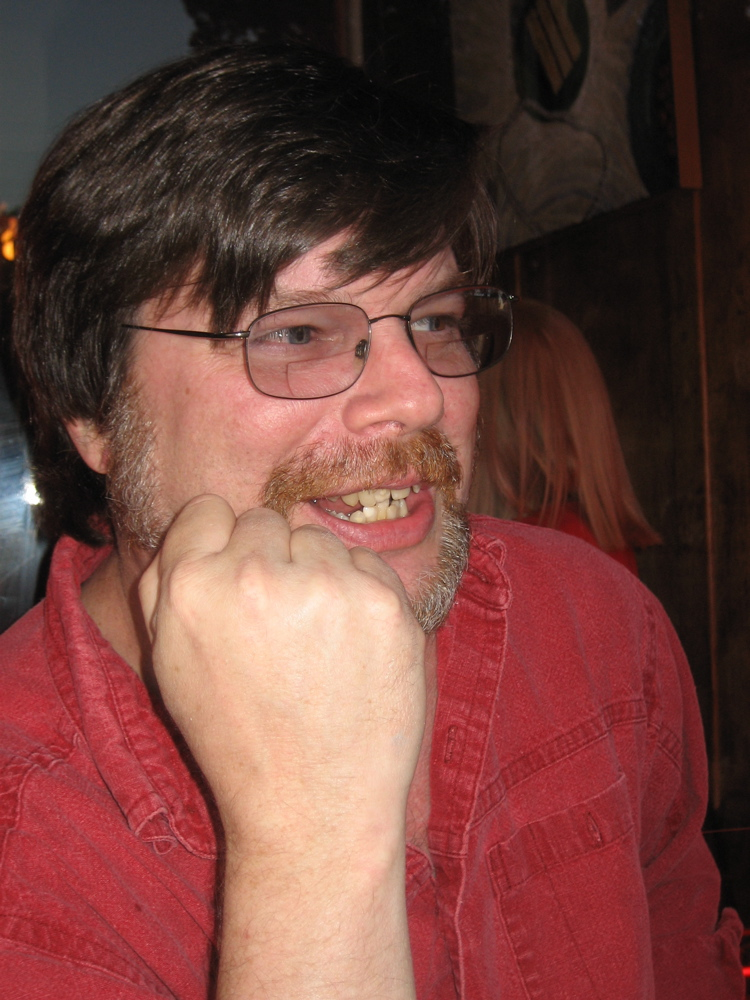
Allen Steele (2006)

Steele publiceerde zijn eerste verhaal, Live from the Mars Hotel, in 1988 in het tijdschrift Asimov's Science Fiction. Zijn vroege romans van Orbital Decay tot en met Labyrinth of Night vormden een future history, waarin een gemeenschappelijke toekomstige achtergrond wordt gebruikt voor een aantal verhalen.
Hij won twee Hugo Awards voor beste novelle: in 1996 met The Death of Captain Future en in 1998 met ...Where Angels Fear to Tread. Dit laatste verhaal leverde hem ook zijn tweede Locus Award op, nadat hij in 1990 al een Locus voor beste eerste roman had gekregen voor Orbital Decay.
Steele heeft verschillende bestuursfuncties uitgeoefend voor de Science Fiction and Fantasy Writers of America.